# Martin Storr
Martin Storr (* 1970 in München) ist ein deutscher Buchautor, Arzt und Professor für Innere Medizin und Gastroenterologie der Ludwig-Maximilians-Universität München.

## Leben
Nach seinem Medizinstudium an der Universität des Saarlandes, der Universität Regensburg, der Universität Wien und der Technischen Universität München und den Facharztprüfungen in den Fachgebieten Innere Medizin und Gastroenterologie arbeitete Storr bis 2003 an der Technischen Universität München. Von 2004 bis 2005 war er an der Ludwig-Maximilians-Universität München, von 2005 bis 2011 an der Universität Calgary in Kanada und von 2011 bis 2014 an der Ludwig-Maximilians-Universität München tätig. Seit 2015 ist er am Zentrum für Endoskopie in Starnberg tätig.
Storr habilitierte 2005 mit einer Habilitationsschrift mit dem Thema „Neue Therapiemöglichkeiten funktioneller gastrointestinaler Erkrankungen“. Im gleichen Jahr wurde ihm die venia legendi erteilt und er wurde zum Privatdozenten ernannt. 2006 wurde Storr an der Universität Calgary zum außerordentlichen Professor und 2012 zum apl. Professor an der Ludwig-Maximilians-Universität München ernannt. Sein Forschungsgebiet liegt im Bereich der funktionellen Magen-Darm-Erkrankungen, mit Grundlagen orientierten und klinischen Untersuchungen hierzu. In der medizinischen Datenbank PubMed Central ist er mit über 200 Originalartikeln gelistet.
Für seine wissenschaftliche Tätigkeit wurde er für seine pharmakologischen Arbeiten zum Endocannabinoid-System und seinen klinischen Arbeiten zum Reizdarmsyndrom und zur FODMAP Ernährung unter anderem mit dem Werner Creutzfeldt-Forschungsstipendium für Gastroenterologische Pathophysiologie der Deutschen Gesellschaft für Gastroenterologie, Verdauungs- und Stoffwechselkrankheiten (DGVS), dem Junior Scientist Award der International Foundation for Gastrointestinal Disorders (IFFGD) und dem Forschungspreis für Neurogastroenterologie der Stiftung für Neurogastroenterologie ausgezeichnet. Von 2015 bis 2022 war er 1. Vorsitzender der Deutschen Gesellschaft für Neurogastroenterologie und Motilität (DGNM). Seit 2017 ist er Herausgeber der Gastro-News, die im Springer Medizin Verlag erscheint sowie seit 2015 Mitherausgeber der Münchner Medizinischen Wochenschrift (MMW), der Medizinischen Monatsschrift für Pharmazeuten (MMP) und Frontiers in Pharmacology.
Neben seiner klinischen und grundlagenwissenschaftlichen Tätigkeit im Bereich der funktionelle gastrointestinale Erkrankungen wie Reizdarm, Reizmagen, Dünndarmfehlbesiedelung (SIBO) und Leaky Gut (Darmbarrierestörrung) sowie der entzündlichen Magen-Darmerkrankungen wie Morbus Crohn, Colitis ulcerosa, Mikroskopische Colitis und der eosinophilen Ösophagitis engagiert sich Storr in der Erstellung von medizinischen Behandlungsleitlinien, im Bereich der Fortbildung von Ärzten und Patienten und hat in diesem Zusammenhang als Buchautor zahlreiche Patientenratgeber verfasst.

## Schriften (Auswahl)
- Der Ernährungsratgeber zur FODMAP Diät, Zuckschwerdt Verlag 2014, ISBN 978-3863712068
- Das hilft bei stillem Reflux: Schluss mit Husten-Räuspern-Heiserkeit, Herbig Verlag, 2023, ISBN 978- 3968590370
- Darmhypnose, den Reizdarm dauerhaft beruhigen, Trias Verlag, 2017, ISBN 978-3432105086
- Das Reizdarmprogramm, beschwerdefrei mit ganzheitlicher Therapie, Gräfe und Unzer Verlag, 2019, ISBN 978- 3833871054
- Den Reizdarm beruhigen mit Yoga, Trias Verlag, 2019, ISBN 978-3432109367
- Reizdarm: Symptome verstehen, Therapie entwickeln, beschwerdefrei leben, Zuckschwerdt Verlag, 2015, ISBN 978-3863713546
- Sofortratgeber Histaminintoleranz, Digesta Verlag, 2022, ISBN 978-3755734208